# Список монархов Бахрейна
Король Бахрейна (араб. ملك البحرين‎) — глава Королевства Бахрейн. Титул «король Бахрейна» (в оригинале «малик») появился в феврале 2002 года, когда тогдашний эмир Бахрейна, Хамад ибн Иса Аль Халифа провозгласил себя королём. В период с 1783 по 1971 год правители страны именовались хакимами Бахрейна, а с 1971 по 2002 год — эмирами Государства Бахрейн. Так же, как хакимы и эмиры, король является главой государства и обладает почти абсолютной властью. Личность Короля неприкосновенна. Форма правления в королевстве Бахрейн — конституционная монархия. Суверенитет находится в руках народа, источника (отправной точкой) всех властей. Суверенитет должен реализовываться так, как это предписывает Конституция.

## Полномочия
Король Бахрейна:
- является главой государства;
- является легитимным покровителем религии, отечества, а также символом национального единства;
- следит за легитимностью правления, гарантирует верховенство Конституции и закона, следит за сохранением прав, свобод граждан и организаций;
- осуществляет свои полномочия непосредственно и через своих министров. Министры по совместительству ответственны перед Королём за правительственную политику;
- назначает и смещает премьер-министра в соответствии с королевским указом;
- назначает и увольняет министров в соответствии с королевским декретом, согласно предложению премьер-министра;
- назначает и увольняет членов Консультативного Совета в соответствии с Королевским указом;
- является верховным главнокомандующим Вооружёнными Силами страны. Он управляет ими, поручает им задания национального масштаба как на территории государства, так и за его пределами;
- возглавляет Высший Судебный Совет;
- назначает судей в соответствии с королевскими указами, согласно предложению Высшего Судебного Совета;
- награждает государственными наградами и знаками отличия в соответствии с законом;
- учреждает, присваивает и отзывает гражданские и военные звания и другие почётные титулы в соответствии с Королевским Указом, может делегировать других для выполнения этих функции от своего имени;
- выпускает в оборот денежную валюту от своего имени;
- при вступлении на престол на специальной встрече Национального Собрания приносит следующую присягу: «Клянусь всемогуществом Аллаха уважать Конституцию и законы государства, защищать свободы, интересы и имущество людей, охранять независимость нации и целостность её территории»;
- в случае своего отсутствия и неспособности наследного принца заменять его король должен назначить приказом Заместителя для осуществления своих полномочий в период своего отсутствия. Этот приказ может содержать положения, регулирующие осуществление этих полномочий от его имени или ограничивающие подобные возможности;
- может вносить изменения в Конституцию, предлагать законопроекты, утверждает их и обнародует;
- заключает соглашения в соответствии с Декретом, о чём сообщает Консультативному Совету и Палате депутатов в сопровождении соответствующего постановления. Соглашение имеет силу закона с момента принятия и опубликования в официозе;
- если между созывом Консультативного Совета и Палаты Представителей или в течение периода, когда Национальное Собрание находится на каникулах требуется срочное принятие мер, издаёт соответствующий декрет, который имеет силу закона с тем условием, что декрет не противоречит Конституции;
- контролирует соблюдение мер и вводит инструкции, необходимые для организации работы администраций и департаментов в соответствии с декретами таким образом, что это не противоречит закону;
- назначает и снимает с должности гражданских, военнослужащих, делегатов в зарубежные государства, представителей в международных организациях в установленных пределах и на законных условиях, а также аккредитует представителей иностранных государств и организаций;
- вправе отменить или смягчить приговор Декретом. Помилование может быть предоставлено только согласно закону и может быть применимо к преступлениям, совершённым до того, как помилование было предложено;
- представляет порядок выборов Палате депутатов в соответствии с положениями закона;
- созывает Национальное собрание в соответствии с королевским указом, объявляет о начале его работы и закрывает её в соответствии с положениями Конституции;
- вправе распустить Палату депутатов декретом, в котором заявлены причины роспуска. Палата не может быть распущена по аналогичным причинам дважды;
- может проводить референдум по важным законам и вопросам, касающимся интересов государства;
- возглавляет те заседания Совета Министров (Правительства), на которых он присутствует;
- в случае необходимости вправе продлить законодательный сезон Палаты депутатов королевским указом не более, чем на два года;
- вправе отсрочить выборы Палаты депутатов, если того требуют обстоятельства, в соответствии с чем Совет министров принимает решение о невозможности проведения выборов;
- ни один закон не может быть обнародован до тех пор, пока он не будет одобрен как Консультативным Советом, так и Палатой депутатов или Национальным собранием как того требует сложившаяся ситуация и как постановил король;
- открывает сессию Национального собрания королевским обращением. Он может направить наследного принца или кого-либо другого для открытия сессии с обращением от своего лица;
- созывает Консультативный совет и Палата депутатов на экстренное заседание;
- объявляет о закрытии сессии, проведённой в обычном порядке, а также экстренной сессии Королевским Указом;
- принимает законопроект от премьер-министра в тех случаях, если законопроект был одобрен.

## Финансирование
Бюджет Королевского двора и правила для его контроля устанавливаются специальным Королевским Декретом.

## Список монархов

### Хакимы Бахрейна (1783—1971)
| Портрет     | Имя                                                                 | Дата рождения   | Дата смерти     | Начало правления | Окончание правления       | Примечания |
| ----------- | ------------------------------------------------------------------- | --------------- | --------------- | ---------------- | ------------------------- | --- |
|             | Шейх Ахмад ибн Мухаммед Аль Халифа (Ахмад I)                        | 1725            | 18 июля 1795    | 1783             | 18 июля 1795              | основатель Бахрейна |
|             | Шейх Салман ибн Ахмад Аль Халифа (Салман)                           | неизвестно      | 1825            | 1796             | 1825                      | сын предыдущего; правил совместно с Абдаллой ибн Ахмадом Аль Халифой                                                                   |
|             | Шейх Абдалла ибн Ахмад Аль Халифа (Абдалла)                         | ок. 1769        | 1849            | 1796             | апрель 1843               | брат предыдущего; правил совместно с ним, его сыном (Халифа ибн Салман Аль Халифа) и сыном последнего (Мухаммед ибн Халифа Аль Халифа) |
|             | Шейх Халифа ибн Салман Аль Халифа (Халифа)                          | неизвестно      | 1834            | 1825             | 1834                      | сын Салмана ибн Ахмада Аль Халифы; правил совместно с дядей (Абдалла ибн Ахмад Аль Халифа)                                             |
|             | Шейх Мухаммед ибн Халифа Аль Халифа (Мухаммед I)                    | 1813            | 1890            | 31 мая 1834      | июнь 1842                 | сын предыдущего; правил совместно с двоюродным дедом (Абдалла ибн Ахмад Аль Халифа)                                                    |
| апрель 1843 | Шейх Мухаммед ибн Халифа Аль Халифа (Мухаммед I)                    | 1813            | 1890            | 6 сентября 1868  | самостоятельное правление | |
|             | Шейх Али ибн Халифа Аль Халифа (Али)                                | 1814            | 1869            | 6 сентября 1868  | 28 сентября 1869          | брат предыдущего |
|             | Шейх Мухаммед ибн Абдалла Аль Халифа (Мухаммед II)                  | 1817            | 1877            | 28 сентября 1869 | 1 декабря 1869            | сын Абдаллы ибн Ахмеда Аль Халифы |
|             | Шейх Иса ибн Али Аль Халифа (Иса I) عيسى بن علي آل خليفة            | 1848            | 9 декабря 1932  | 1 декабря 1869   | 9 декабря 1932            | сын Али ибн Халифы Аль Халифы; правил совместно с сыном (Ахмкд ибн Али Аль Халифа)                                                     |
|             | Шейх Ахмед ибн Али Аль Халифа (Ахмад II)                            | 1850            | 1888            | декабрь 1869     | октябрь 1888              | брат предыдущего; правил совместно с ним                                                                                               |
|             | Шейх Хамад ибн Иса Аль Халифа (Хамад I) حمد بن عيسى بن علي آل خليفة | ок. 1872        | 24 февраля 1942 | 9 декабря 1932   | 24 февраля 1942           | сын Исы ибн Али Аль Халифы |
|             | Шейх Салман ибн Хамад Аль Халифа (Салман II) سلمان بن حمد آل خليفة  | 10 октября 1894 | 2 ноября 1961   | 24 февраля 1942  | 2 ноября 1961             | сын предыдущего |
|             | Шейх Иса ибн Салман Аль Халифа (Иса II) عيسى بن سلمان آل خليفة      | 3 июня 1933     | 6 марта 1999    | 2 ноября 1961    | 16 августа 1971           | сын предыдущего |

### Эмиры Государства Бахрейн (1971—2002)
| Портрет | Имя                                                                    | Дата рождения  | Дата смерти      | Начало правления | Окончание правления | Примечания                        |
| ------- | ---------------------------------------------------------------------- | -------------- | ---------------- | ---------------- | ------------------- | --------------------------------- |
|         | Шейх Иса ибн Салман Аль Халифа (Иса II) عيسى بن سلمان آل خليفة         | 3 июня 1933    | 6 марта 1999     | 16 августа 1971  | 6 марта 1999        | сын Салмана ибн Хамада Аль ХАлифа |
|         | Шейх Хамад ибн Иса Аль Халифа (Хамад II) حمد بن عيسى بن سلمان آل خليفة | 29 января 1950 | Ныне здравствует | 6 марта 1999     | 14 февраля 2002     | сын предыдущего                   |

### Король Бахрейна (с 2002)
| Портрет | Имя                                                                 | Дата рождения  | Дата смерти      | Начало правления | Окончание правления | Примечания                     |
| ------- | ------------------------------------------------------------------- | -------------- | ---------------- | ---------------- | ------------------- | ------------------------------ |
|         | Шейх Хамад ибн Иса Аль Халифа (Хамад) حمد بن عيسى بن سلمان آل خليفة | 29 января 1950 | Ныне здравствует | 14 февраля 2002  | Настоящее время     | сын Иса ибн Салмана Аль Халифа |